# Miyagi Masafumi
Masafumi Miyagi (宮城 雅史 Miyagi Masafumi, sinh ngày 19 tháng 1 năm 1991) là một cầu thủ bóng đá người Nhật Bản, thi đấu cho Kyoto Sanga FC ở vị trí hậu vệ.

## Sự nghiệp
Miyagi học tập tại Đại học Komazawa, và giành chức vô địch Prime Minister Cup lần thứ 39 vào tháng 7 năm 2010. Anh được ký hợp đồng bởi Tochigi Uva trong mùa giải đầu tiên.
Sau khi rời đi vì hết hạn hợp đồng, Miyagi ký bản hợp đồng mới với đội bóng mới lên hạng ở JFL Renofa Yamaguchi. He had the opportunity to play as forward, but in the end the club registered him as defender, despite scoring 11 goals in two season. Miyagi rất cố gắng ở J3 League năm 2015, giành quyền lên hạng ở J2 cho Renofa.

## Thống kê câu lạc bộ
Cập nhật đến ngày 23 tháng 2 năm 2018.
| Thành tích câu lạc bộ | Thành tích câu lạc bộ | Thành tích câu lạc bộ | Giải vô địch | Giải vô địch | Cúp                   | Cúp                   | Tổng cộng | Tổng cộng |
| Mùa giải              | Câu lạc bộ            | Giải vô địch          | Số trận      | Bàn thắng    | Số trận               | Bàn thắng             | Số trận   | Bàn thắng |
| Nhật Bản              | Nhật Bản              | Nhật Bản              | Giải vô địch | Giải vô địch | Cúp Hoàng đế Nhật Bản | Cúp Hoàng đế Nhật Bản | Tổng cộng | Tổng cộng |
| --------------------- | --------------------- | --------------------- | ------------ | ------------ | --------------------- | --------------------- | --------- | --------- |
| 2013                  | Tochigi Uva FC        | JFL                   | 23           | 3            | 2                     | 0                     | 25        | 3         |
| 2014                  | Renofa Yamaguchi      | JFL                   | 20           | 6            | -                     | -                     | 20        | 6         |
| 2015                  | Renofa Yamaguchi      | J3 League             | 34           | 5            | 1                     | 0                     | 35        | 5         |
| 2016                  | Renofa Yamaguchi      | J2 League             | 18           | 0            | 2                     | 0                     | 20        | 0         |
| 2017                  | Renofa Yamaguchi      | J2 League             | 24           | 3            | 0                     | 0                     | 24        | 3         |
| Tổng                  | Tổng                  | Tổng                  | 119          | 17           | 5                     | 0                     | 124       | 17        |